# 6e étape du Tour d'Espagne 2017
La 6e étape du Tour d'Espagne 2017 se déroule le jeudi 24 août 2017, entre Vila-real et Sagonte, sur une distance de 204,4 kilomètres.

## Résultats

### Classement de l'étape
| \| Classement de l'étape \| Classement de l'étape \| Classement de l'étape \| Classement de l'étape \| Classement de l'étape \| \| Coureur \| Coureur \| Pays \| Équipe \| Temps \| \| --------------------- \| --------------------- \| --------------------- \| --------------------- \| --------------------- \| \| 1er \| Tomasz Marczyński \| Pologne \| Lotto-Soudal \| 4 h 47 min 02 s \| \| 2e \| Paweł Poljański \| Pologne \| Bora-Hansgrohe \| + 0 s \| \| 3e \| Enric Mas \| Espagne \| Quick-Step Floors \| + 0 s \| \| 4e \| Luis León Sánchez \| Espagne \| Astana \| + 8 s \| \| 5e \| Jan Polanc \| Slovénie \| UAE Team Emirates \| + 8 s \| \| 6e \| Warren Barguil \| France \| Team Sunweb \| + 26 s \| \| 7e \| Giovanni Visconti \| Italie \| Bahrain-Merida \| + 26 s \| \| 8e \| Christopher Froome \| Royaume-Uni \| Team Sky \| + 26 s \| \| 9e \| Fabio Aru \| Italie \| Astana \| + 26 s \| \| 10e \| Jack Haig \| Australie \| Orica-Scott \| + 26 s \| |                    |             |                   |                 |
| |                    |             |                   |                 |
| Source : ProCyclingStats |                    |             |                   |                 |
| Classement de l'étape |                    |             |                   |                 |
| Coureur | Coureur            | Pays        | Équipe            | Temps           |
| 1er | Tomasz Marczyński  | Pologne     | Lotto-Soudal      | 4 h 47 min 02 s |
| 2e | Paweł Poljański    | Pologne     | Bora-Hansgrohe    | + 0 s           |
| 3e | Enric Mas          | Espagne     | Quick-Step Floors | + 0 s           |
| 4e | Luis León Sánchez  | Espagne     | Astana            | + 8 s           |
| 5e | Jan Polanc         | Slovénie    | UAE Team Emirates | + 8 s           |
| 6e | Warren Barguil     | France      | Team Sunweb       | + 26 s          |
| 7e | Giovanni Visconti  | Italie      | Bahrain-Merida    | + 26 s          |
| 8e | Christopher Froome | Royaume-Uni | Team Sky          | + 26 s          |
| 9e | Fabio Aru          | Italie      | Astana            | + 26 s          |
| 10e | Jack Haig          | Australie   | Orica-Scott       | + 26 s          |

### Points attribués
| Sprint intermédiaire - Sagonte (km 197) | Sprint intermédiaire - Sagonte (km 197) | Sprint intermédiaire - Sagonte (km 197) | Sprint intermédiaire - Sagonte (km 197) | Sprint intermédiaire - Sagonte (km 197) |
| --------------------------------------- | --------------------------------------- | --------------------------------------- | --------------------------------------- | --------------------------------------- |
|                                         | Coureur                                 | Pays                                    | Équipe                                  | Point(s)                                |
| 1er                                     | Paweł Poljański                         | Pologne                                 | Bora-Hansgrohe                          | 4                                       |
| 2e                                      | Tomasz Marczyński                       | Pologne                                 | Lotto-Soudal                            | 2                                       |
| 3e                                      | Enric Mas                               | Espagne                                 | Quick-Step Floors                       | 1                                       |
| modifier                                |                                         |                                         |                                         |                                         |

| Arrivée d'étape - Sagonte (km 204,4) | Arrivée d'étape - Sagonte (km 204,4) | Arrivée d'étape - Sagonte (km 204,4) | Arrivée d'étape - Sagonte (km 204,4) | Arrivée d'étape - Sagonte (km 204,4) |
| ------------------------------------ | ------------------------------------ | ------------------------------------ | ------------------------------------ | ------------------------------------ |
|                                      | Coureur                              | Pays                                 | Équipe                               | Point(s)                             |
| 1er                                  | Tomasz Marczyński                    | Pologne                              | Lotto-Soudal                         | 25                                   |
| 2e                                   | Paweł Poljański                      | Pologne                              | Bora-Hansgrohe                       | 20                                   |
| 3e                                   | Enric Mas                            | Espagne                              | Quick-Step Floors                    | 16                                   |
| 4e                                   | Luis León Sánchez                    | Espagne                              | Astana                               | 14                                   |
| 5e                                   | Jan Polanc                           | Slovénie                             | UAE Emirates                         | 12                                   |
| 6e                                   | Warren Barguil                       | France                               | Sunweb                               | 10                                   |
| 7e                                   | Giovanni Visconti                    | Italie                               | Bahrain-Merida                       | 9                                    |
| 8e                                   | Christopher Froome                   | Royaume-Uni                          | Sky                                  | 8                                    |
| 9e                                   | Fabio Aru                            | Italie                               | Astana                               | 7                                    |
| 10e                                  | Jack Haig                            | Australie                            | Orica-Scott                          | 6                                    |
| 11e                                  | José Joaquín Rojas                   | Espagne                              | Movistar                             | 5                                    |
| 12e                                  | Nicolas Roche                        | Irlande                              | BMC Racing                           | 4                                    |
| 13e                                  | Adam Yates                           | Royaume-Uni                          | Orica-Scott                          | 3                                    |
| 14e                                  | Wout Poels                           | Pays-Bas                             | Sky                                  | 2                                    |
| 15e                                  | Esteban Chaves                       | Colombie                             | Orica-Scott                          | 1                                    |
| modifier                             |                                      |                                      |                                      |                                      |

|   | Coureur           | Pays    | Équipe            | Secondes |
| - | ----------------- | ------- | ----------------- | -------- |
| 1 | Paweł Poljański   | Pologne | Bora-Hansgrohe    | 3 s      |
| 2 | Tomasz Marczyński | Pologne | Lotto-Soudal      | 2 s      |
| 3 | Enric Mas         | Espagne | Quick-Step Floors | 1 s      |

|   | Coureur           | Pays    | Équipe            | Secondes |
| - | ----------------- | ------- | ----------------- | -------- |
| 1 | Tomasz Marczyński | Pologne | Lotto-Soudal      | 10 s     |
| 2 | Paweł Poljański   | Pologne | Bora-Hansgrohe    | 6 s      |
| 3 | Enric Mas         | Espagne | Quick-Step Floors | 4 s      |

### Cols et côtes
| Alto de Alcudia de Veo (km 48) 3e catégorie (11 km à 3,4%) | Alto de Alcudia de Veo (km 48) 3e catégorie (11 km à 3,4%) | Alto de Alcudia de Veo (km 48) 3e catégorie (11 km à 3,4%) | Alto de Alcudia de Veo (km 48) 3e catégorie (11 km à 3,4%) | Alto de Alcudia de Veo (km 48) 3e catégorie (11 km à 3,4%) |
| ---------------------------------------------------------- | ---------------------------------------------------------- | ---------------------------------------------------------- | ---------------------------------------------------------- | ---------------------------------------------------------- |
|                                                            | Coureur                                                    | Pays                                                       | Équipe                                                     | Point(s)                                                   |
| 1er                                                        | Davide Villella                                            | Italie                                                     | Cannondale-Drapac                                          | 3                                                          |
| 2e                                                         | Clément Chevrier                                           | France                                                     | AG2R La Mondiale                                           | 2                                                          |
| 3e                                                         | Axel Domont                                                | France                                                     | AG2R La Mondiale                                           | 1                                                          |
| modifier                                                   |                                                            |                                                            |                                                            |                                                            |

| Puerto de Eslida (km 59,8) 3e catégorie (5,3 km à 5,1%) | Puerto de Eslida (km 59,8) 3e catégorie (5,3 km à 5,1%) | Puerto de Eslida (km 59,8) 3e catégorie (5,3 km à 5,1%) | Puerto de Eslida (km 59,8) 3e catégorie (5,3 km à 5,1%) | Puerto de Eslida (km 59,8) 3e catégorie (5,3 km à 5,1%) |
| ------------------------------------------------------- | ------------------------------------------------------- | ------------------------------------------------------- | ------------------------------------------------------- | ------------------------------------------------------- |
|                                                         | Coureur                                                 | Pays                                                    | Équipe                                                  | Point(s)                                                |
| 1er                                                     | Davide Villella                                         | Italie                                                  | Cannondale-Drapac                                       | 3                                                       |
| 2e                                                      | Darwin Atapuma                                          | Colombie                                                | UAE Emirates                                            | 2                                                       |
| 3e                                                      | Maxime Monfort                                          | Belgique                                                | Lotto-Soudal                                            | 1                                                       |
| modifier                                                |                                                         |                                                         |                                                         |                                                         |

| Alto de Chirivilla (km 96,6) 3e catégorie (7,9 km à 4,1%) | Alto de Chirivilla (km 96,6) 3e catégorie (7,9 km à 4,1%) | Alto de Chirivilla (km 96,6) 3e catégorie (7,9 km à 4,1%) | Alto de Chirivilla (km 96,6) 3e catégorie (7,9 km à 4,1%) | Alto de Chirivilla (km 96,6) 3e catégorie (7,9 km à 4,1%) |
| --------------------------------------------------------- | --------------------------------------------------------- | --------------------------------------------------------- | --------------------------------------------------------- | --------------------------------------------------------- |
|                                                           | Coureur                                                   | Pays                                                      | Équipe                                                    | Point(s)                                                  |
| 1er                                                       | Darwin Atapuma                                            | Colombie                                                  | UAE Emirates                                              | 3                                                         |
| 2e                                                        | Davide Villella                                           | Italie                                                    | Cannondale-Drapac                                         | 2                                                         |
| 3e                                                        | Maxime Monfort                                            | Belgique                                                  | Lotto-Soudal                                              | 1                                                         |
| modifier                                                  |                                                           |                                                           |                                                           |                                                           |

| Puerto del Oronet (km 142,8) 3e catégorie (6,4 km à 4%) | Puerto del Oronet (km 142,8) 3e catégorie (6,4 km à 4%) | Puerto del Oronet (km 142,8) 3e catégorie (6,4 km à 4%) | Puerto del Oronet (km 142,8) 3e catégorie (6,4 km à 4%) | Puerto del Oronet (km 142,8) 3e catégorie (6,4 km à 4%) |
| ------------------------------------------------------- | ------------------------------------------------------- | ------------------------------------------------------- | ------------------------------------------------------- | ------------------------------------------------------- |
|                                                         | Coureur                                                 | Pays                                                    | Équipe                                                  | Point(s)                                                |
| 1er                                                     | Darwin Atapuma                                          | Colombie                                                | UAE Emirates                                            | 3                                                       |
| 2e                                                      | Jarlinson Pantano                                       | Colombie                                                | Trek-Segafredo                                          | 2                                                       |
| 3e                                                      | Paweł Poljański                                         | Pologne                                                 | Bora-Hansgrohe                                          | 1                                                       |
| modifier                                                |                                                         |                                                         |                                                         |                                                         |

| \| Puerto del Garbí (km 168) 2e catégorie (9,3 km à 5,1%) \| Puerto del Garbí (km 168) 2e catégorie (9,3 km à 5,1%) \| Puerto del Garbí (km 168) 2e catégorie (9,3 km à 5,1%) \| Puerto del Garbí (km 168) 2e catégorie (9,3 km à 5,1%) \| Puerto del Garbí (km 168) 2e catégorie (9,3 km à 5,1%) \| \| ------------------------------------------------------ \| ------------------------------------------------------ \| ------------------------------------------------------ \| ------------------------------------------------------ \| ------------------------------------------------------ \| \| \| Coureur \| Pays \| Équipe \| Point(s) \| \| 1er \| Tomasz Marczyński \| Pologne \| Lotto-Soudal \| 5 \| \| 2e \| Enric Mas \| Espagne \| Quick-Step Floors \| 3 \| \| 3e \| Paweł Poljański \| Pologne \| Bora-Hansgrohe \| 1 \| \| modifier \| \| \| \| \| |                   |         |                   |          |
| Puerto del Garbí (km 168) 2e catégorie (9,3 km à 5,1%) |                   |         |                   |          |
| | Coureur           | Pays    | Équipe            | Point(s) |
| 1er | Tomasz Marczyński | Pologne | Lotto-Soudal      | 5        |
| 2e | Enric Mas         | Espagne | Quick-Step Floors | 3        |
| 3e | Paweł Poljański   | Pologne | Bora-Hansgrohe    | 1        |
| modifier |                   |         |                   |          |

## Classements à l'issue de l'étape

### Classement général
| \| Classement général \| Classement général \| Classement général \| Classement général \| Classement général \| \| Coureur \| Coureur \| Pays \| Équipe \| Temps \| \| ------------------ \| ------------------ \| ------------------ \| ------------------ \| ------------------ \| \| 1er \| Christopher Froome \| Royaume-Uni \| Team Sky \| 22 h 54 min 38 s \| \| 2e \| Esteban Chaves \| Colombie \| Orica-Scott \| + 11 s \| \| 3e \| Nicolas Roche \| Irlande \| BMC Racing Team \| + 13 s \| \| 4e \| Tejay van Garderen \| États-Unis \| BMC Racing Team \| + 30 s \| \| 5e \| Vincenzo Nibali \| Italie \| Bahrain-Merida \| + 36 s \| \| 6e \| David de la Cruz \| Espagne \| Quick-Step Floors \| + 40 s \| \| 7e \| Fabio Aru \| Italie \| Astana \| + 49 s \| \| 8e \| Adam Yates \| Royaume-Uni \| Orica-Scott \| + 50 s \| \| 9e \| Michael Woods \| Canada \| Cannondale-Drapac \| + 1 min 13 s \| \| 10e \| Simon Yates \| Royaume-Uni \| Orica-Scott \| + 1 min 26 s \| |                    |             |                   |                  |
| |                    |             |                   |                  |
| Source : ProCyclingStats |                    |             |                   |                  |
| Classement général |                    |             |                   |                  |
| Coureur | Coureur            | Pays        | Équipe            | Temps            |
| 1er | Christopher Froome | Royaume-Uni | Team Sky          | 22 h 54 min 38 s |
| 2e | Esteban Chaves     | Colombie    | Orica-Scott       | + 11 s           |
| 3e | Nicolas Roche      | Irlande     | BMC Racing Team   | + 13 s           |
| 4e | Tejay van Garderen | États-Unis  | BMC Racing Team   | + 30 s           |
| 5e | Vincenzo Nibali    | Italie      | Bahrain-Merida    | + 36 s           |
| 6e | David de la Cruz   | Espagne     | Quick-Step Floors | + 40 s           |
| 7e | Fabio Aru          | Italie      | Astana            | + 49 s           |
| 8e | Adam Yates         | Royaume-Uni | Orica-Scott       | + 50 s           |
| 9e | Michael Woods      | Canada      | Cannondale-Drapac | + 1 min 13 s     |
| 10e | Simon Yates        | Royaume-Uni | Orica-Scott       | + 1 min 26 s     |

### Classement par points
| Classement par points | Classement par points | Classement par points | Classement par points | Classement par points |
| Coureur               | Coureur               | Pays                  | Équipe                | Points                |
| --------------------- | --------------------- | --------------------- | --------------------- | --------------------- |
| 1er                   | Matteo Trentin        | Italie                | Quick-Step Floors     | 49 pts                |
| 2e                    | Vincenzo Nibali       | Italie                | Bahrain-Merida        | 31 pts                |
| 3e                    | Alexey Lutsenko       | Kazakhstan            | Astana                | 29 pts                |
| 4e                    | Christopher Froome    | Royaume-Uni           | Team Sky              | 28 pts                |
| 5e                    | Edward Theuns         | Belgique              | Trek-Segafredo        | 28 pts                |
| 6e                    | Tomasz Marczyński     | Pologne               | Lotto-Soudal          | 27 pts                |
| 7e                    | Yves Lampaert         | Belgique              | Quick-Step Floors     | 25 pts                |
| 8e                    | Tom Van Asbroeck      | Belgique              | Cannondale-Drapac     | 25 pts                |
| 9e                    | Paweł Poljański       | Pologne               | Bora-Hansgrohe        | 24 pts                |
| 10e                   | Sacha Modolo          | Italie                | UAE Team Emirates     | 22 pts                |

### Classement du meilleur grimpeur
| Classement du meilleur grimpeur | Classement du meilleur grimpeur | Classement du meilleur grimpeur | Classement du meilleur grimpeur | Classement du meilleur grimpeur |
| ------------------------------- | ------------------------------- | ------------------------------- | ------------------------------- | ------------------------------- |
|                                 | Coureur                         | Pays                            | Équipe                          | Point(s)                        |
| 1er                             | Davide Villella                 | Italie                          | Cannondale-Drapac               | 38 points                       |
| 2e                              | Darwin Atapuma                  | Colombie                        | UAE Emirates                    | 12 pts                          |
| 3e                              | Lluís Mas                       | Espagne                         | Caja Rural-Seguros RGA          | 11 pts                          |
| 4e                              | Alexandre Geniez                | France                          | AG2R La Mondiale                | 10 pts                          |
| 5e                              | Thomas De Gendt                 | Belgique                        | Lotto-Soudal                    | 10 pts                          |
| 6e                              | Alexey Lutsenko                 | Kazakhstan                      | Astana                          | 6 pts                           |
| 7e                              | Christopher Froome              | Royaume-Uni                     | Sky                             | 5 pts                           |
| 8e                              | Tomasz Marczyński               | Pologne                         | Lotto-Soudal                    | 5 pts                           |
| 9e                              | Fabricio Ferrari                | Uruguay                         | Caja Rural-Seguros RGA          | 4 pts                           |
| 10e                             | Nicolas Roche                   | Irlande                         | BMC Racing                      | 3 pts                           |
| modifier                        |                                 |                                 |                                 |                                 |

### Classement du combiné
| Classement du combiné | Classement du combiné | Classement du combiné | Classement du combiné | Classement du combiné |
| --------------------- | --------------------- | --------------------- | --------------------- | --------------------- |
|                       | Coureur               | Pays                  | Équipe                | Point(s)              |
| 1er                   | Christopher Froome    | Royaume-Uni           | Sky                   | 12 points             |
| 2e                    | Esteban Chaves        | Colombie              | Orica-Scott           | 28 pts                |
| 3e                    | Nicolas Roche         | Irlande               | BMC Racing            | 38 pts                |
| 4e                    | Tomasz Marczyński     | Pologne               | Lotto-Soudal          | 49 pts                |
| 5e                    | Merhawi Kudus         | Érythrée              | Dimension Data        | 70 pts                |
| 6e                    | Romain Bardet         | France                | AG2R La Mondiale      | 76 pts                |
| 7e                    | Enric Mas             | Espagne               | Quick-Step Floors     | 83 pts                |
| 8e                    | Paweł Poljański       | Pologne               | Bora-Hansgrohe        | 86 pts                |
| 9e                    | Darwin Atapuma        | Colombie              | UAE Emirates          | 91 pts                |
| 10e                   | Alexey Lutsenko       | Kazakhstan            | Astana                | 99 pts                |
| modifier              |                       |                       |                       |                       |

### Classement par équipes
| Classement par équipes | Classement par équipes | Classement par équipes | Classement par équipes |
| Équipe                 | Équipe                 | Pays                   | Temps                  |
| ---------------------- | ---------------------- | ---------------------- | ---------------------- |
| 1re                    | Astana                 | Kazakhstan             | 68 h 11 min 35 s       |
| 2e                     | Orica-Scott            | Australie              | + 1 min 59 s           |
| 3e                     | UAE Team Emirates      | Émirats arabes unis    | + 2 min 56 s           |
| 4e                     | Sky                    | Royaume-Uni            | + 4 min 07 s           |
| 5e                     | Team Sunweb            | Allemagne              | + 5 min 19 s           |
| 6e                     | Movistar Team          | Espagne                | + 6 min 58 s           |
| 7e                     | Caja Rural-Seguros RGA | Espagne                | + 16 min 22 s          |
| 8e                     | Quick-Step Floors      | Belgique               | + 17 min 00 s          |
| 9e                     | Bahrain-Merida         | Bahreïn                | + 23 min 30 s          |
| 10e                    | AG2R La Mondiale       | France                 | + 26 min 24 s          |

## Abandons
- 104 -  José Gonçalves (Katusha-Alpecin) : abandon
- 172 -  Nicolas Dougall (Dimension Data) : abandon